# Petit Quatre-yeux
Xenoligea montana
Genre
Espèce
Statut de conservation UICN

 VU A2c+3c+4c;B1ab(i,ii,iii,iv,v);C2a(i) : Vulnérable
Le Petit Quatre-yeux (Xenoligea montana), anciennement Paruline Quatre-yeux, est une espèce de passereaux dont le placement taxinomique est encore indéterminé.
D'après le Congrès ornithologique international, c'est une espèce monotypique.